# Rodopi (unità periferica)
Rodopi (in greco Περιφερειακή ενότητα Ροδόπη?, pron.: Rodhòpi) è una delle sei unità periferiche della Macedonia Orientale e Tracia, una delle tredici periferie (in greco περιφέρειες?, perifereies - regione amministrativa) della Grecia. Il capoluogo è la città di Komotini.
Il nome deriva dai monti Rodopi che si estendono nella sua parte settentrionale.
La parte meridionale è pianeggiante e si affaccia sul mare.
Confina con quella di Xanthi ad occidente e con quella di Evros ad oriente.
A settentrione confina con il distretto di Kărdžali, in Bulgaria
La città più grande, dopo il capoluogo, è Sapes.
L'unità periferica ospita una consistente minoranza musulmana, l'unica ufficialmente riconosciuta dallo stato greco.
C'è un notevole contenzioso tra Grecia e Turchia sulle modalità che hanno condotto a questo riconoscimento.
Lo Stato greco sostiene che si tratta solo di una minoranza religiosa i cui membri sono dal punto di vista etnico greci a tutti gli effetti.
La Turchia invece insiste che la differenza è etnica e li considera invece turchi a tutti gli effetti, nonostante la presenza, nella regione, anche di bulgari pomacchi, ovvero bulgari di religione islamica.

## Geografia fisica

### Clima
Il clima è mediterraneo nella parte costiera e centrale, continentale nella parte settentrionale.

## Prefettura
Rodopi era una prefettura della Grecia, abolita a partire dal 1º gennaio 2011 a seguito dell'entrata in vigore della riforma amministrativa detta piano Kallikratis
La riforma amministrativa ha anche modificato la struttura dei comuni che ora si presenta come nella seguente tabella:
| Nuovo comune  | Vecchio comune   | Sede     |
| ------------- | ---------------- | -------- |
| Arriana       | Arriana          | Fillyra  |
| Arriana       | Kechro           | Fillyra  |
| Arriana       | Organi           | Fillyra  |
| Arriana       | Fillyra          | Fillyra  |
| Iasmos        | Iasmos           | Iasmos   |
| Iasmos        | Amaxades         | Iasmos   |
| Iasmos        | Sostis           | Iasmos   |
| Komotini      | Komotini         | Komotini |
| Komotini      | Aigiros          | Komotini |
| Komotini      | Neo Sidirochorio | Komotini |
| Maronia-Sapes | Maronia          | Sapes    |
| Maronia-Sapes | Sapes            | Sapes    |

## Precedente suddivisione amministrativa
Dal 1997, con l'attuazione della riforma Kapodistrias, la prefettura di Rodopi era suddivisa in 9 comuni e 3 comunità
Nota: *Cod. YPES è il codice che il ministero degli Interni greco assegna ad ogni entità amministrativa.
| Comune           | Cod. YPES* | Sede            | Cod Postale | Pref. tel. |
| ---------------- | ---------- | --------------- | ----------- | ---------- |
| Aigiros          | 4501       | Aigiros         | 691 00      | 25310-9    |
| Arriana          | 4503       | Arriana         | 693 00      | 25320-3    |
| Fillyra          | 4512       | Fillyra         | 691 00      | 25320-4    |
| Iasmos           | 4504       | Iasmos          | 692 00      | 25340-2    |
| Komotini         | 4506       | Komotini        | 691 00      | 25310-2    |
| Maronia          | 4507       | Xylagani        | 694 00      | 25330-2    |
| Neo Sidirochorio | 4508       | Neo Sidirochori | 691 00      | 25310-5    |
| Sapes            | 4510       | Sapes           | 693 00      | 23520-2    |
| Sostis           | 4511       | Sostis          | 692 00      | 25310-5    |
| Comunità         | Cod. YPES  | Sede            | Cod Postale | Pref. tel. |
| Amaxades         | 4502       | Amaxades        | 692 00      | 25340-3    |
| Kechro           | 4505       | Kechro          | 693 00      | 23510-3    |
| Organi           | 4509       | Organi          | 695 00      | 25310-3    |